# Família Sousa Lobo
A família Sousa Lobo, originária do Rio de Janeiro, estabeleceu-se na região central de Minas Gerais na primeira metade do século XVIII, por meio do patriarca Antônio de Sousa Lobo, e teve alguns integrantes dedicados à música, pelo menos um deles compositor (Jerônimo de Sousa Queirós). O maior problema histórico e musicológico relacionado a essa família tem sido a distinção entre seus distintos membros, principalmente aqueles referidos abreviadamente como "Jerônimo de Sousa" nas fontes musicais do século XIX.  

## Pesquisas
Informações muito sucintas sobre um compositor referido como "Jerônimo de Sousa" foram divulgadas em livros e periódicos mineiros dos séculos XIX e XX. Francisco Curt Lange foi o primeiro pesquisador a localizar documentos históricos sobre a família Sousa Lobo e sobre a atuação musical de seus integrantes, porém suas interpretações nem sempre foram fundamentadas e suas opiniões são contraditórias nos vários trabalhos a respeito. André Cardoso organizou os dados e as hipóteses levantadas por Curt Lange, apresentando os três nomes mais prováveis dos músicos da família e demonstrando que o único de seus integrantes comprovadamente compositor foi Jerônimo de Sousa (Lobo?) Queirós (1798-1828), enquanto Aldo Luiz Leoni esclareceu os aspectos biográficos do patriarca Antônio de Sousa Lobo, demonstrando que o músico branco de nome Jerônimo de Sousa Lobo, atuante a partir de 1746, foi seu irmão (e não filho, como supôs Curt Lange) e que o pardo Jerônimo de Sousa Queirós ingressou na família como exposto em 1798. Composições de integrantes da família Sousa Lobo foram impressas nas coleções Música Sacra Mineira, Música do Brasil Colonial, Ouro de Minas e Acervo da Música Brasileira. O projeto Patrimônio Arquivístico-Musical Mineiro publicou um volume exclusivo com obras de "Jerônimo de Sousa" (v.2), sob direção de Paulo Castagna, algumas delas difundidas em projetos como História da Música Brasileira e Alma Latina. 

## Antônio de Sousa Lobo
Antônio de Sousa Lobo (Rio de Janeiro, c.1700 - Vila Rica, 1782) atuou como músico (principalmente cantor), "ajustador" e diretor de conjuntos para ordens terceiras e irmandades da elite branca de Vila Rica, na primeira metade do século XVIII. Filho do português Manuel de Sousa Lobo e de sua mulher Violante Rodrigues (natural do Rio de Janeiro), Antônio de Sousa Lobo era branco e chegou a Vila Rica em c.1719 já com Ordens Menores (a partir de processo De genere iniciado no Rio de Janeiro), ainda no período de vigência da Capitania de São Paulo e Minas do Ouro, criada após a Guerra dos Emboabas (1707-1709), e da primeira fase de unificação de Vila Rica sob a administração portuguesa. Viveu na Rua da Glória ou Rua do Padre Lobo.
Em 1724 ou pouco antes, Antônio de Sousa Lobo iniciou sua atuação musical (portanto já na nova Capitania de Minas Gerais) e, durante a primeira metade do século XVIII, monopolizou as principais funções dessa arte em Vila Rica, em função de sua origem branca e de sua licença eclesiástica. Apesar de ter mantido concubinato por vários anos com uma mulher africana, recebeu ordenação sacerdotal em 1741, reduzindo progressivamente sua atuação musical nas quatro décadas seguintes, embora prosseguisse participando das festas anuais da Câmara de Vila Rica desde 1724 até 1750. O conjunto musical de Antônio de Sousa Lobo incluía alguns irmãos, na época conhecidos como "os Lobos".
A diminuição de sua atuação musical pode estar relacionada à criação da Diocese de Mariana e do cargo de mestre da capela da catedral de Mariana, o qual assumiu o monopólio musical da região, dissolvendo o poder até então acumulado por Antônio de Sousa Lobo. Nesse período desponta a atuação de seu irmão menor Jerônimo de Sousa Lobo, inicialmente relacionada às atividades do padre Antônio.

## Jerônimo de Sousa Lobo
Branco, "ajustador", organista, organeiro e cantor, Jerônimo de Sousa Lobo nasceu em Vila Rica, a 15 de março de 1717,  falecendo em data incerta, mas provavelmente entre 1798-1803. A primeira notícia sobre sua atuação musical refere-se à "música de novena, festa e procissão" da Irmandade de Nossa Senhora do Pilar de Vila Rica, em 1746. Atuou profissionalmente junto às irmandades de Nossa Senhora do Pilar (1746-1757), Santo Antônio (1756-1757), Nossa Senhora das Mercês de Cima (1783) e Santíssimo sacramento (1795-1797). Não existem informações precisas sobre o local e data do seu falecimento: o censo de Vila Rica registrou um Jerônimo de Sousa Lobo em 1804, com cerca de 83 anos de idade, pobre e com oito agregados forros, cuja identidade com um dos músicos da família Sousa Lobo é de difícil atribuição. Não há informações sobre a atividade profissional de Jerônimo de Sousa Lobo depois de 1798, sendo difícil saber se os registros de época referem-se a Jerônimo de Sousa Lobo, a Jerônimo de Sousa Lobo Lisboa ou se ambos seriam a mesma pessoa.

## Jerônimo de Sousa Lobo Lisboa
Não é conhecida sua data de nascimento e Francisco Curt Lange acreditava ser filho de Jerônimo de Sousa Lobo. É possível que esse seja o nome completo do Jerônimo de Sousa Lobo nascido em 1717. Sua mulher provavelmente foi Ana Maria de Queirós Coimbra, apontada na Irmandade de Nossa Senhora do Parto como "mulher de Jerônimo de Sousa Lobo" em 1760/1761 e 1766/1767 e, na Ordem Terceira dos Mínimos de Francisco de Paula, como "viúva de Jerônimo de Sousa Lobo" em 1803. O casal adotou, em 1798, o pardo exposto a quem deu o nome de Jerônimo de Sousa Queirós, não estando ainda estabelecido se seu nome completo incluía o "Lobo", na forma Jerônimo de Sousa Lobo Queirós.

## Jerônimo de Sousa Queirós

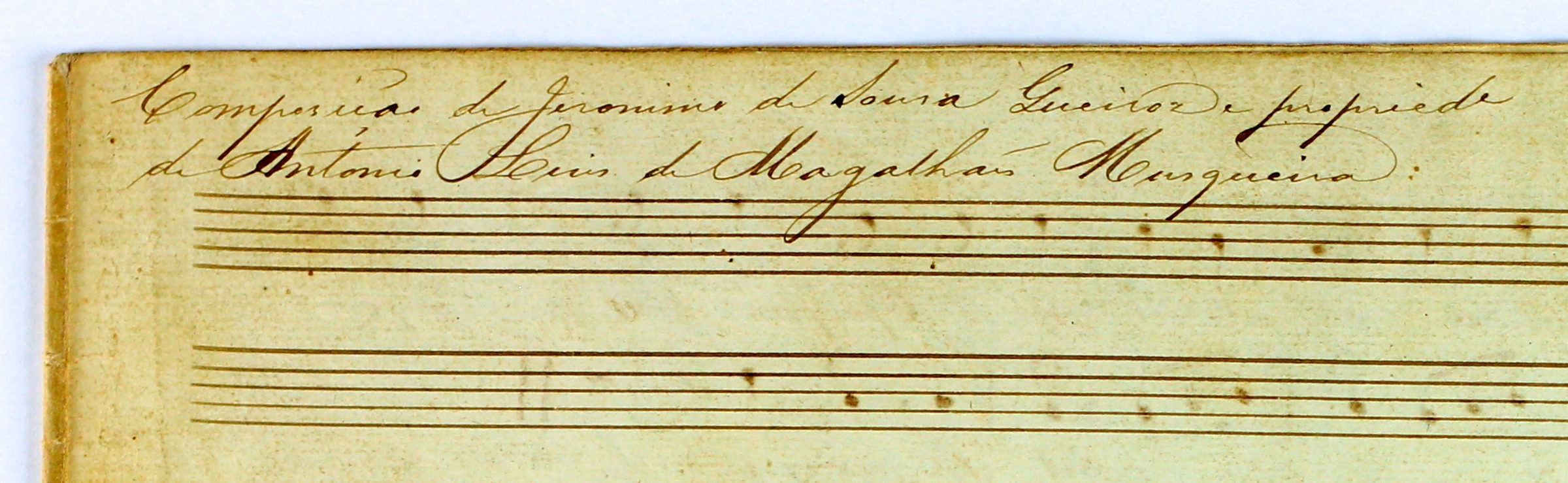
Detalhe da página de rosto da parte de baixo vocal das Matinas de Quinta-feira Santa de Jerônimo de Sousa Queirós.

Pardo, organista, afinador, compositor, professor de desenho e história, de pais desconhecidos, foi exposto em 1798 na casa de Jerônimo de Sousa Lobo Lisboa e por ele adotado. Viveu na Rua Direita da freguesia do Pilar e na Rua Direita da freguesia de Antônio Dias, falecendo em 1828. Mais frequentemente identificado como Jerônimo de Sousa Queirós, foi comprovadamente compositor, tendo deixado a autógrafa Missa e Credo a quatro vozes com acompanhamento de órgão pelo Senhor Jerônimo de Sousa Queirós em 1826 (Museu da Inconfidência de Ouro Preto). Em vários outros casos está explícito nas fontes musicais o sobrenome Queirós (na época grafado "Queiroz"), como nos Ofícios da Semana Santa (Museu da Música de Mariana, CDO.06.001 C01), no qual as obras são identificadas como Composição de Jerônimo de Sousa Queirós e propriedade de Antonio Luís de Magalhães Musqueira.

## Autoria das composições

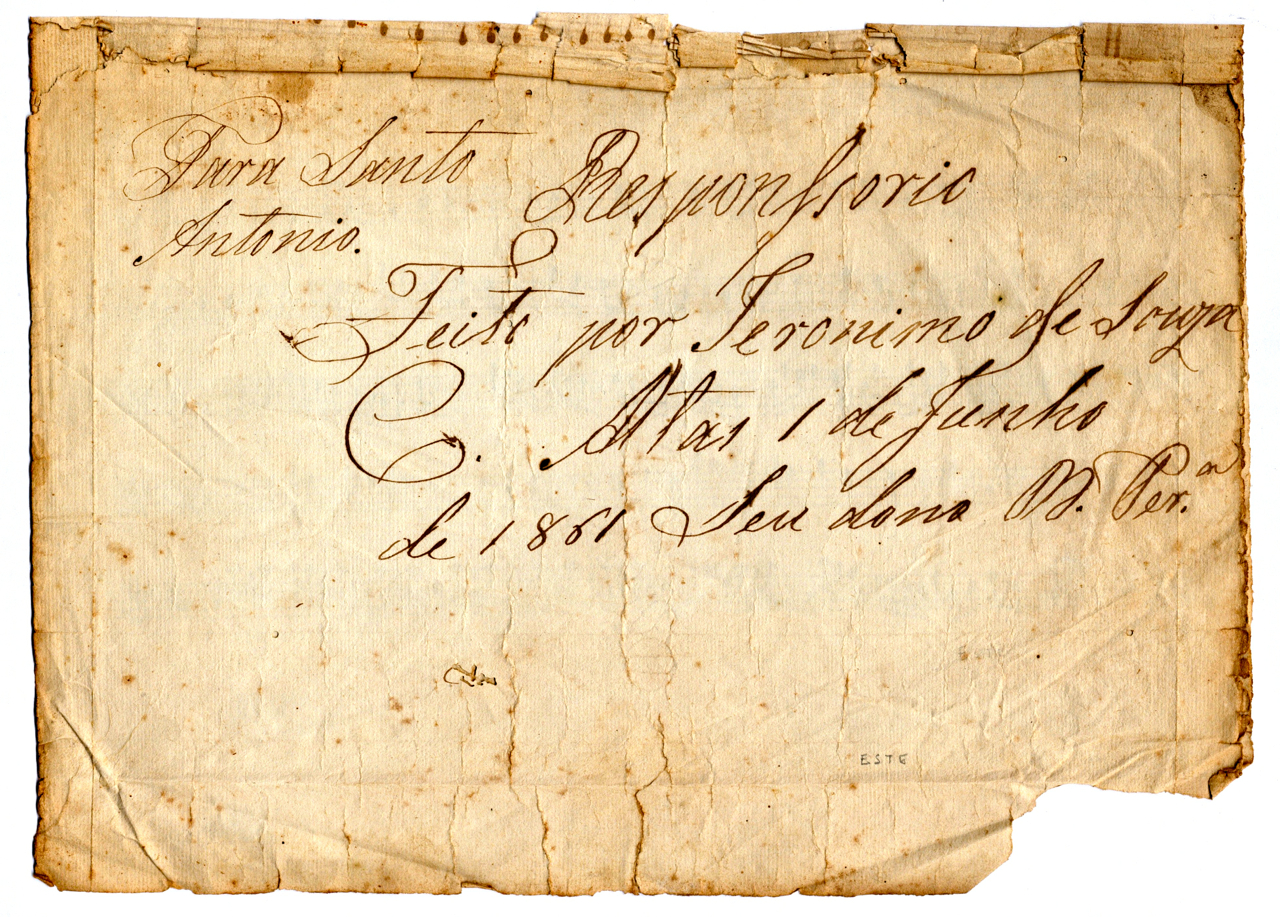
Responsório de Santo Antônio de "Jerônimo de Sousa", em cópia de Bruno Pereira dos Santos em 1861 (Museu da Música de Mariana, CDO.02.134 CUn).

Não são conhecidas obras musicais de autoria de Antônio de Sousa Lobo e tudo indica que esse músico não tenha exercido a composição. Infelizmente não são conhecidas cópias musicais mineiras da primeira metade do século XVIII, para se saber qual tipo de música era dirigida por Antônio de Sousa Lobo e o conjunto dos "Lobos", porém as informações históricas da época sugerem que seriam obras em estilo antigo, ou seja, obras vocais a cappella (ou com acompanhamento de um baixo), derivadas da polifonia renascentista.
A maior parte das 26 fontes musicais copiadas nos séculos XIX e XX (das quais apenas 18 possuem todas as parte vocais e instrumentais), relacionadas à família Sousa Lobo indica como autoria Jerônimo de Sousa e, com menos frequência, Jerônimo de Sousa Queirós. As obras com a indicação "Jerônimo de Sousa" podem ter sido compostas por Jerônimo de Sousa Lobo, Jerônimo de Sousa Lobo Lisboa, Jerônimo de Sousa Queirós e mesmo outros integrantes ainda não identificados da família Sousa Lobo. De acordo com André Cardoso, qualquer tentativa de atribuição de autoria, "no atual estágio de pesquisa sobre os compositores, é de difícil sustentação e deve ser encarada com reservas".
A própria memória oral confundiu os integrantes da família Sousa Lobo, como foi o caso de Carlos José dos Santos que, em 1929, publicou interessante notícia sobre os cientistas, literatos e artistas ouropretanos dos séculos XVIII e XIX: “Ouro Preto foi um dos mais notaveis centros intelectuais do Brasil e, pode-se dizer, sem exageração, da América do Sul, quando na última metade do século XVIII e no XIX, reuniam-se aqui, em grande número, cientistas e literatos de escol; [...] os músicos Tristão Ferreira, Jerônimo de Souza, o suave compositor dos Ofícios da Semana Santa, o Ferreirinha, o padre João de Deus e tantos e tantos outros artistas, de quem apenas resta uma vaga reminiscência, que em pouco se apagará." Como já referido, os Ofícios da Semana Santa existem no Museu da Música de Mariana com explícita indicação de autoria de Jerônimo de Sousa Queirós.